# Raised by Another (Izgubljeni)
Raised by Another je deseta epizoda prve sezone televizijske serije Izgubljeni. Režirala ju je Marita Grabiak, a napisala Lynne E. Litt. Prvi puta se emitirala 1. prosinca 2004. godine na televizijskoj mreži ABC. Glavni lik radnje epizode je Claire Littleton (Emilie de Ravin). 

## Radnja

### Prije otoka
Zajedno sa svojim dečkom Thomasom (Keir O'Donnell) Claire uzima test za trudnoću koji ispada pozitivan. Thomas ju uvjerava da će sve biti u redu i da će njih dvoje biti dobri roditelji. Claire odlazi kod vidovnjaka, Richarda Malkina (Nick Jameson) koji već zna da je trudna i koji zbog toga postane uznemiren, ali odbija Claire reći što je "vidio". Jednoga dana Thomas se vraća kući i govori Claire da je ostavlja, a kao razlog navodi činjenicu da nije spreman uzeti odgovornost za dijete. Claire se vraća vidovnjaku i moli ga za još jednu seansu. On automatski zna da ju je Thomas ostavio i upozorava je da ono što će vidjeti možda neće biti ugodno. Kaže joj da dijete mora odgajati sama i da ako bilo tko drugi bude otac njezinom nerođenom djetetu - doći će velika opasnost. Nakon toga vidovnjak učestalo počne zvati Claire, a ona mu na kraju odgovara da će dati dijete na posvajanje. Baš kada treba potpisati papire kojima će svoje još uvijek nerođeno dijete dati oženjenom paru, sve tri kemijske olovke kojima pokuša potpisati dokument prestanu raditi. Nakon kratkog razmišljanja, ona ustaje i odlazi iz agencije te ponovno dođe do vidovnjaka. On joj daje šest tisuća dolara i kartu za let 815 te joj kaže da je u Los Angelesu pronašao par koji će posvojiti bebu, a nakon što Claire rodi oni će joj dati dodatnih šest tisuća dolara. U početku je Claire skeptična oko toga da daje svoju bebu potpunim strancima u Los Angelesu, ali vidovnjak je uvjerava da to nisu stranci, već dobri ljudi. Premda i dalje sumnja u sve to, Claire na kraju pristaje i odlazi na sudbonosni let. 

### Na otoku
Petnaesti je dan nakon zrakoplovne nesreće, 6. listopada 2004. godine, a Claire se već drugu noć za redom budi vrišteći. U prvom snu, Claire se budi i shvaća da više nije trudna. Odlazi u šumu gdje susreće Johna Lockea (Terry O'Quinn) koji za stolom igra karte koje su isključivo crne i bijele boje. Nakon što ga upita što se događa, Locke joj govori da ona dobro zna što se događa: "On je bila tvoja odgovornost, ali dala si ga i sada svi moraju platiti cijenu." Zatim je pogleda očima od kojih je jedno crno, a drugo bijelo. U tom trenutku začuje se plač bebe i ona odlazi do kolijevke. Nakon što makne raznorazne stvari iz nje umjesto bebe umače svoje ruke u lokvu krvi te se budi vrišteći i shvaća da je ozlijedila vlastite dlanove svojim noktima. U drugom snu netko je čvrsto drži na zemlji i daje injekcije u trbuh; međutim, ona na sebi nema nikakvih rana. Upravo ovaj napad natjera Huga "Hurleyja" Reyesa (Jorge Garcia) da započne raditi popis preživjelih kako bi se točno znalo tko je na otoku.
Sljedećeg dana pišući svoj popis Hurley razgovara s Ethanom Romom (William Mapother) koji se čini uznemiren što mora davati vlastite informacije Hurleyju. Jack Shephard (Matthew Fox) govori Claire da nije bila napadnuta i daje joj sedativ. Sve to naljuti Claire koja se iz pećina ponovno vrati na plažu. Boone Carlyle (Ian Somerhalder) kaže Hurleyju da Sawyer ima službeni popis putnika i da mu on može pomoći u izradi njegovog. Na iznenađenje svih, Sawyer daje svoj popis Hurleyju bez većih problema. Dok Charlie Pace (Dominic Monaghan) pomaže Claire preseliti iz pećina na plažu, nju započnu mučiti trudovi. Charlie joj kaže da ju on može poroditi, ali nakon što joj slučajno otkrije da je oporavljeni ovisnik o drogama, ona se počne derati na njega da zove Jacka te ostaje sama u džungli.
Trčeći džunglom Charlie ugleda Ethana i kaže mu da ode po Jacka. Nakon toga vrati se Claire koja mu govori svoju priču o vidovnjaku. Charlie joj govori da je vidovnjak znao da će se avion srušiti na otok i da je to bio njegov način kako natjerati Claire da se sama brine za dijete. U tom trenutku Claire prestanu mučiti trudovi. Teško ozlijeđeni Sayid Jarrah (Naveen Andrews) vraća se u kamp i govori ostalima za Danielle Rousseau (Mira Furlan) te da pored preživjelih od zrakoplovne nesreće na otoku ima i drugih stanovnika. Locke sve to mirno promatra iz daljine, prekriženih ruku. Baš u trenutku kada Hurley otkrije Jacku da se jedan od preživjelih koji se nalazi na njegovom popisu ne nalazi na službenom popisu kojeg mu je dao Sawyer, Claire se u potpunosti oporavlja od trudova. Charlie i Claire tada ugledaju Ethana koji ih je cijelo vrijeme promatrao. 

## Gledanost
Epizodu Raised by Another gledalo je 17.15 milijuna Amerikanaca.

## Vanjske poveznice
- "Raised by Another"[neaktivna poveznica] na ABC-u